# Tom Pettersson
Tom Peder Pettersson, född 25 mars 1990 i Trollhättan, är en svensk fotbollsspelare (försvarare) som spelar för Mjällby AIF. Han har tidigare spelat för FC Trollhättan, Åtvidabergs FF, belgiska Oud-Heverlee Leuven, IFK Göteborg, Östersunds FK, amerikanska FC Cincinnati och norska Lillestrøm SK samt gjort fem landskamper för svenska U21-landslaget.

## Klubbkarriär
Petterssons moderklubb är Trollhättans FK, där även spelare som Håkan Mild och Gustaf Andersson börjat sina karriärer. Han spelade därefter för FC Trollhättan, vilka han inför säsongen 2012 lämnade för Åtvidabergs FF. Under transferfönstret sommaren 2013 blev Pettersson utlånad med köpoption till belgiska Oud-Heverlee Leuven fram till sommaren 2014. Optionen utnyttjades inte, och under senare delen av 2014 blev Pettersson åter en viktig spelare i Åtvidabergs FF. Under tiden i ÅFF, var han även den spelare som sjöng lagets kampsång "Åtvids år".
I oktober 2014 värvades Pettersson av IFK Göteborg, där han skrev på ett fyraårskontrakt. Efter två säsonger i klubben värvades Pettersson i december 2016 av Östersunds FK, där han skrev på ett treårskontrakt. Efter säsongen 2019 lämnade Pettersson klubben.
Den 17 december 2019 värvades Pettersson av Major League Soccer-klubben FC Cincinnati, där han skrev på ett tvåårskontrakt med option på ytterligare ett år. Den 1 augusti 2021 värvades Pettersson av norska Lillestrøm SK. Efter säsongen 2022 lämnade han klubben.
I december 2022 värvades Pettersson av Mjällby AIF, där han skrev på ett kontrakt fram över säsongen 2024. I augusti 2024 förlängde Pettersson sitt kontrakt fram över säsongen 2025.
I juli 2025 förlängde Pettersson sitt kontrakt i Mjällby fram över säsongen 2027.

## Landslagskarriär
I en träningsmatch mot Rumänien den 15 augusti 2012 gjorde han sin debut i det svenska U21-landslaget.